# 若昂·贝尔纳多·维埃拉
若昂·贝尔纳多·维埃拉（葡萄牙語：João Bernardo Vieira，1939年4月27日—2009年3月2日），幾內亞比索政治家，电工出身，曾任幾內亞比索總理和總統，2005年10月1日第三次当选总统。

## 早年生活
維埃拉出生於葡屬幾內亞（現几内亚比绍）首都比索。他原任職電器技工。1960年，他加入几内亚和佛得角非洲独立黨（African Party for the Independence of Guinea and Cape Verde，简称PAIGC），並于1961年起成為葡萄牙殖民地戰爭的關鍵人物。他也是佔約几内亚比绍人口5%的種族團體帕普（Papel）的成員之一。

## 政治生涯

### 早年
隨著葡萄牙殖民地戰爭惡化，維埃拉擔當軍事領袖，提升其戰鬥部隊，使其排名迅速上升。
1978年9月28日，他被委任為几内亚比绍的總理。
1980年，經濟情況轉壞引致民眾對政府有所不滿。同年11月14日，維埃拉以和平手法推翻路易斯·卡布拉尔政府，令佛德角脫離几内亚和佛得角非洲独立党，組成一個獨立黨派，几佛合并條約隨之而終止，同時成立一個由維埃拉為主席、有9個成員組成的軍事局。1984年，新約章成立，把國家回復為民主條例。
與其他撒哈拉以南非洲國家一樣，几内亚比绍在1990年代初期逐步全面邁向民主，先在1991年禁掉所有政黨，並於1994年進行選舉。幾內亞比索首輪總統選舉在1994年7月3日進行，維埃拉雖然以46.2%的得票率領先其餘7名候選人，但因得不到法定最低得票率，故要在8月7日進行第二輪投票。在第二輪投票中，他的得票率為52.02%，擊敗穆罕默德·雅拉·恩巴洛，順利當選為幾內亞比紹的首任民選總統，並於9月29日宣誓就任。

### 內戰
1998年5月，維埃拉以438票贊成、8票反對、4票棄權當選為PAIGC的主席。
同年6月8日，維埃拉解除了軍官晏蘇曼·馬尼，引致馬尼的支持者發動叛變，令國家陷入內戰。同年11月，簽署和平條約，並成立過渡政府，著手準備1999年舉行的新選舉。11月27日，人民力量組織發起要求維埃拉辭職的運動，全數69個代表均支持。
1999年5月6日，戰事出現突破性發展，維埃拉的軍隊於翌日突然宣佈投降他在葡萄牙大使馆寻求避难，及於同年6月被放逐葡萄牙。5月12日，前總理馬瑙·薩端連奴·高士達成為PAIGC代主席。維埃拉於同年9月被逐出PAIGC。

### 回歸
軍政府領袖金巴·也拉（Kumba Yalá）在2003年9月倒台後，維埃拉在2005年4月7日重返幾內亞比索，當天他乘直升機抵達比索足球場時，共有5000名支持者夾道歡呼。雖然維埃拉的支持者收集了30,000個請求他復職的簽名，但他並未有即時承諾復職，理由是他要重建自己的公民權利，及為投票作登記，另外還想繼續為和平與安定作出貢獻。4月16日，維埃拉宣布成為2005年幾內亞比紹總統選舉的候選人。雖然很多人也不看好維埃拉會當選，但在第二輪（7月24日進行）投票中，維埃拉仍以52.45%的得票率當選，並於10月1日宣誓成為總統。他所屬的前政黨PAIGC由馬勒姆·巴卡拉·沙納哈成為臨時主席候選人，並於10月1日宣誓就任主席。
10月28日，維埃拉宣布解散由前總理卡洛斯·戈梅斯率領的政府，以維持國家穩定。11月2日，維埃拉委任同盟者阿里斯蒂德斯·戈梅斯成為總理。
2007年3月，PAIGC與社會革新黨（Party for Social Renewal，PRS）及社會聯合民主黨（United Social Democratic Party，PUSD）結成聯盟，尋求組成新政府，使維埃拉無把握擊敗戈梅斯。4月9日，維埃拉委任馬蒂紐·恩達法·卡比成為總理。在卡比聯盟政府中，只有內政大臣巴斯路·達寶（Baciro Dabo）獲考慮為維埃拉的同盟。稍後，PAIGC退出三黨聯盟，抗議卡比的行動，令維埃拉解散人民力量組織，並在2008年8月5日委任卡洛斯·科里亞成為總理。

## 襲擊身亡

### 2008年11月襲擊
2008年11月23日上午，幾內亞比索立法會選舉完結後，PAIGC佔最多議席成為贏家。槍手向維埃拉寓所開火攻擊，並企圖闖進寓所內，更與保鑣對戰3小時，但在接近維埃拉前被保鑣驅趕離開，最少1名保鑣遇害，其餘則受傷。同日稍後時間，維埃拉舉行記者招待會，他在記者會上表示襲擊的目標只是想把他消滅，並表示局勢已受控。

### 2009年3月襲擊
2009年3月1日晚间，几比武装部队总参谋长巴蒂斯塔·塔格梅·纳·瓦伊在军队总部大楼爆炸案中丧生。其支持者指责维埃拉应当对此事件负责，并于3月2日用重型武器袭击维埃拉寓所。维埃拉试图逃离寓所时不幸中弹身亡。歐盟及美國已就維埃拉被殺的事件與以譴責。

### 原因分析
- 几内亚比绍军方称杀害总统的是少数军人为报复总参谋长瓦伊遇害的“个人行为”，而不是政变行为。内阁宣布，自2日起连续7天为全国哀悼日。[21]
- 几内亚比绍不稳定更深层次的原因。该国原为葡萄牙殖民地，自1974年独立以来军方和政客之间关系失调，因此政变不断，政局不稳。该国为南美毒贩集团前往欧洲的中转站，一些当地军官有所参与，一旦觉得政治家妨碍他们赚钱，就会下手将其政变或枪杀。2004年10月，维埃拉的前任维里西莫·科雷亚·塞亚布拉也在军方发动的政变中被打死。[22]